# Perewiszcze
Perewiszcze (biał. Перавісь, Pierawiś; ros. Перевись, Pieriewiś) – wieś na Białorusi, w obwodzie brzeskim, w rejonie małoryckim, w sielsowiecie Orzechowo, przy granicy z Ukrainą.

## Warunki naturalne
Wieś położona jest nad dużymi kompleksami mokradeł.

## Historia
W dwudziestoleciu międzywojennym leżały w Polsce, w województwie poleskim, w powiecie brzeskim, w gminie Ołtusz. Po II wojnie światowej w granicach Związku Sowieckiego. Od 1991 w niepodległej Białorusi.